# إيف يانسن
إيف يانسن (بالألمانية: Yves Jansen) (و. 1952 – م) هو ممثل، ومؤلِّف، وكاتِب، من سويسرا، ولد في أراو.

## روابط خارجية
- إيف يانسن على موقع IMDb (الإنجليزية)
- إيف يانسن على موقع قاعدة بيانات الفيلم (الإنجليزية)